# Cubzac-les-Ponts
Cubzac-les-Ponts é uma comuna francesa na região administrativa da Nova Aquitânia, no departamento da Gironda. Estende-se por uma área de 8,91 km². Em 2010 a comuna tinha 2 516 habitantes (densidade: 282,4 hab./km²).